# Friedrich Franz Bauer
Friedrich Franz Bauer (Pfaffenhofen an der Ilm, 1903 - ?, 1972) was een Duits fotograaf.
Na een opleiding tot fotograaf in de fotostudio van zijn ouders in Pfaffenhofen studeerde hij onder andere verder aan de "Bayrischen Staatslehranstalt für Lichtbildwesen". In het 'interbellum' (de jaren 20 en 30 van de twintigste eeuw) werd hij meerdere malen onderscheiden voor zijn fotografisch werk. In 1930 opende hij samen met zijn jongere broer Karl Ferdinand een eigen fotostudio in München onder de naam "F.F. Bauer GmbH". Tijdens het naziregime was hij, mede door zijn persoonlijke contacten met Heinrich Himmler, een bekend NS-propagandafotograaf. Hij stond bekend als Himmlers persoonlijke fotograaf. De fotostudio werd een onderdeel van het SS-Wirtschafts und Verwaltungshauptamt. Ook maakte hij in 1933 een reportage over het concentratiekamp Dachau, die onder de titel "Die Wahrheit über Dachau" werd gepubliceerd. Deze reportage was bedoeld om negatieve geluiden rond het concentratiekamp te ontzenuwen. Hij was aanwezig bij belangrijke gebeurtenissen als de Anschluss en de Duitse bezetting van Tsjecho-Slowakije.

## Foto's van Bauer

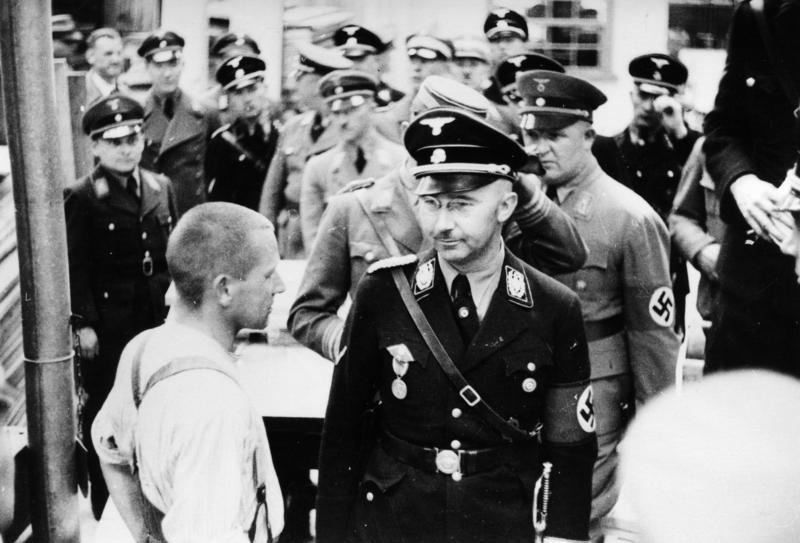
Himmler bezoekt Dachau
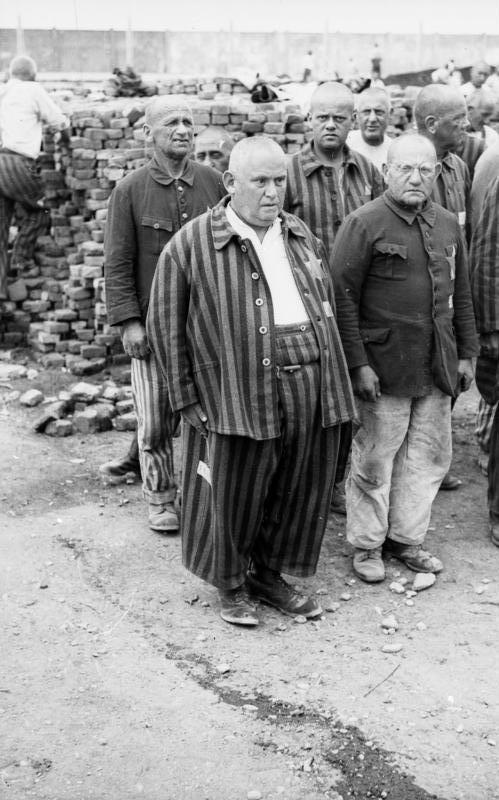
Aangetreden gevangen in Dachau
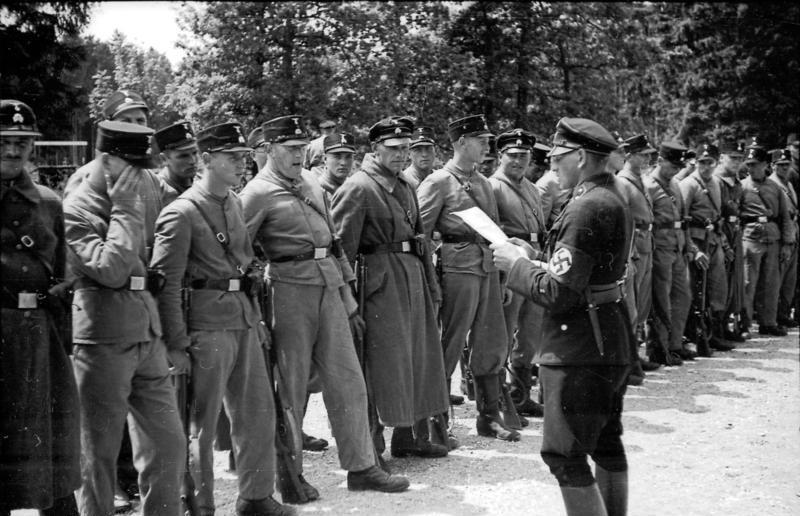
aangetreden kampbewakers in Dachau
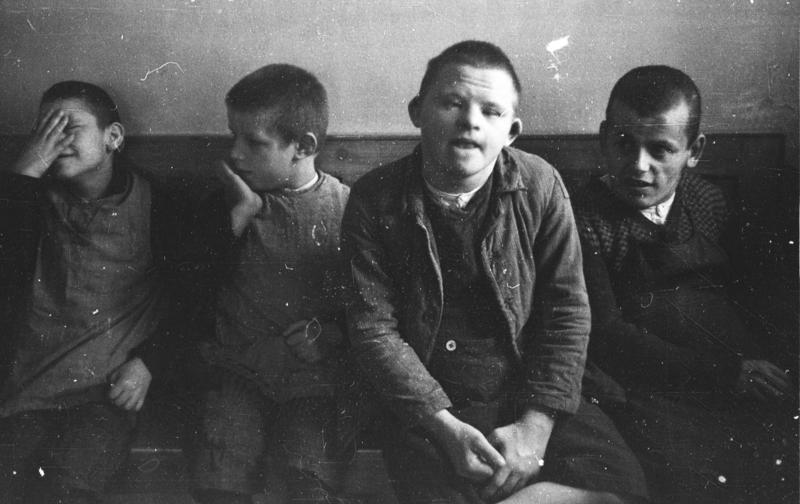
Kinderen met het syndroom van Down uit het Schönbrunn psychiatrisch ziekenhuis, 1934

- Gemeinsame Normdatei: 123086361
- Nationale Bibliotheek van Polen: a0000003658972
- PIC: 323936
- RKD-Nederlands Instituut voor Kunstgeschiedenis: 375781
- Union List of Artist Names: 500655134
- Virtual International Authority File: 27969844
- WorldCat: E39PBJkD7cpBFyYpkKYdG4CJDq